# Am Ejad
Am Ejad (עם אחד, Una Nación) fue un partido político socialista israelí desde 1999 hasta 2004, año en el que se fusionó con el Partido Laborista. Fue presidido por Amir Péretz, presidente de la unión sindical Histadrut y actual líder del Partido Laborista desde noviembre de 2005.
- Datos: Q451237